# 松金よね子
松金 よね子（まつかね よねこ、本名：芦田 米子〈あしだ よねこ〉、1949年〈昭和24年〉10月22日 - ）は、日本の女優、声優。身長154cm。体重43kg。
東京都出身。戸板女子高等学校卒業。テアトル・エコー、劇団東京乾電池を経て、ノックアウト所属。

## 来歴
高校卒業後、1969年にテアトル・エコーへ研究生として入団し、舞台『表裏源内蛙合戦』（井上ひさし作）の初演に出演しデビューする。以降、同劇団の次代を担うコメディエンヌとして活動し、1981年には第16回紀伊国屋演劇賞個人賞を受賞した。
1970年代後半からドラマに出演する傍ら、声優としてアニメや洋画の吹き替えも行っていたが、1980年代に『笑っていいとも!』や『11PM』などバラエティー番組にも進出。特に『笑っていいとも!』では当時レギュラーだった渡辺めぐみ、KINYAと「よめきんトリオ」というグループを結成し（当時の人気アイドル・たのきんトリオとイモ欽トリオのもじり）、レコードデビューも果たした。
声優としては『ロッキー』のエイドリアンが当たり役となり、ファイナル以外は全て吹き替えを担当した。
1985年にテアトル・エコーを退団した後、1986年には岡本麗と田岡美也子との3人で「グループる・ばる」という演劇グループを結成し、2018年9 - 12月のグループ解散公演に至るまで32年間にわたってグループ主宰の公演を行った。

## 人物
『笑っていいとも!』のレギュラー降板後に、「テレフォンショッキング」のゲストで忌野清志郎が登場した時に客席で一般人と一緒に見学し、生放送中に舞台に上がり忌野と一緒に写真を撮る場面が放送された。また、自ら「テレフォンショッキング」のゲストとして出演した際には、以前から彼女の胸の形を絶賛していたタモリから「きれいな胸保ててる？」と聞かれて「いや垂れました」と回答した。
古くからローリング・ストーンズの熱烈なファンとして知られ、たびたび彼らのライブを観に海外へ行くほか、音楽雑誌やローリング・ストーンズの日本盤CDにも文章を寄稿している。2019年4月23日に放送されたテレビ東京『開運!なんでも鑑定団』にゲストで出演した際には、自身が所有するローリング・ストーンズのメンバー5人のサイン入りポストカード（ミック・テイラー在籍時のもの）を鑑定に出してそれに25万円という鑑定額が付いた。

## 出演

### テレビドラマ
- 俺たちの朝 第2話「オッスと海と泣き上戸」（1976年、日本テレビ） - さち 役
- 太陽にほえろ! 第354話「交番爆破」（1979年、日本テレビ / 東宝）
- 熱中時代・刑事編（1979年、日本テレビ） - ヨッちゃん 役
- 翔んだカップル（1980年 - 1981年、フジテレビ）
- 新五捕物帳 第143話「裁かれた罪の花」（1981年、日本テレビ）
- 鬼平犯科帳 第2シリーズ第22話「暗剣白梅香」（1981年、テレビ朝日）
- 月曜ドラマランド 長谷川町子の意地悪クッキー（1983年、フジテレビ）
- 銀河テレビ小説 花丸銀平（1984年、NHK） - 柴かおる 役
- 特命刑事ザ・コップ（1985年、ABC） -  神城聖子刑事 役
- 土曜ワイド劇場 私が家政婦を殺した!（1985年、ABC）
- 土曜グランド劇場 オレの息子は元気印（1987年、日本テレビ）
- 火曜サスペンス劇場（日本テレビ） 
  - 冷たいのがお好き 女二人のグルメ完全犯罪（1987年） - 北村美紀 役
  - 盲人探偵・松永礼太郎12・13（2000年 - 2001年） - 尾上美穂子 役
- オレの妹急上昇（1987年 - 1998年、フジテレビ） - 桜河内ウメ 役
- 連続テレビ小説（NHK）
  - ノンちゃんの夢（1988年） - 結城きわ 役
  - 瞳（2008年） - 米島京子 役
- ポルノ女優小夜子の冒険（1989年、TBS）
- 世にも奇妙な物語 「奇跡の子供」（1991年、フジテレビ）
- 木曜ドラマ「七人の女弁護士」（1991年、テレビ朝日）
- 金曜ドラマシアター「主婦たちのざけんなョ!!」（1992年、フジテレビ / 共同テレビ）
- 土曜ワイド劇場 明智小五郎の挑戦!（テレビ朝日） - 織田早苗 役
  - からくり人形の美女（1992年）
  - みだらな喪服の美女（1994年）
- 約束の夏（1992年、東海テレビ） - 時子（お時さん） 役
- 火曜ドラマ「お姉さんの朝帰り（1993年、ABC） - 上原かなめ 役
- 木曜ドラマ「七人の女弁護士（1993年、テレビ朝日） - 佐野圭子 役
- ドラマ30（毎日放送）
  - 野々山家の人々（1994年）
  - 虹のかなた（2004年）
  - 野々山家の人々Return（1995年）
- はやぶさ新八御用帳（1994年、NHK総合）
- 古畑任三郎シリーズ（フジテレビ） 
  - 第2シリーズ 第3話「ゲームの達人」（1996年） - 家政婦・亀山 役
  - ファイナル 第3話「ラスト・ダンス」（2006年） - 杉浦マネージャー 役
- 東芝日曜劇場 ふたりのシーソーゲーム（1996年、TBS） - 小川民子 役
- 月曜ドラマスペシャル 早乙女千春の添乗報告書3・草津湯けむりツアー殺人事件（1996年、TBS） - 川口幸子 役
- 大河ドラマ（NHK）
  - 毛利元就（1997年） - 杉の方の侍女・久 役
  - 新選組!（2004年） - 八木雅 役
- 総理と呼ばないで（1997年、フジテレビ） - 賄いさん 役
- 天城越え（1998年、TBS） - 茶店の店主 役
- 暴れん坊将軍シリーズ（テレビ朝日） - お凛 役
  - 暴れん坊将軍IX（1998年 - 1999年）
  - 暴れん坊将軍X（2000年）
- 土曜ワイド劇場（テレビ朝日）
  - 金曜エンターテイメント 斎王の葬列（1999年、フジテレビ）
  - 火曜サスペンス劇場 阿波鳴門通信局（1999年、日本テレビ）第14作 -  小田チカ 役
- 松本清張特別企画・危険な斜面（2000年、TBS） - 西島家のお手伝い 役
- HOTEL（2001年、TBS）
- レッツゴー!永田町（2001年、日本テレビ）
- 月曜ミステリー劇場 外科医零子1（2001年、TBS） - 八木咲江
- かまいたちの夜（2002年）
- 松本清張没後10年特別企画 死んだ馬・殺意の接点（2002年、TBS） - 京子ママ 役
- アイノウタ 第24話・第26話（2002年 BS-TBS） - 倉橋一哉の母 役
- 火曜サスペンス劇場 松本清張スペシャル 鬼畜」（2002年、日本テレビ） - 洋品店のおばさん 役
- 火曜サスペンス劇場 弁護士・高林鮎子（2003年、日本テレビ） - 石井清子 役
- 愛の劇場 温泉へ行こう 4 第43・44話 (2003年、TBS）
- 金曜時代劇 人情とどけます〜江戸娘飛脚〜（2003年、NHK総合） - おかね 役
- 月曜ミステリー劇場（TBS）
  - 十津川警部シリーズ28 陸中海岸殺意の旅」（2003年3月24日） - 看護婦長役
  - 駅前タクシー湯けむり事件案内1（2003年） - 佐野優子 役
- 仮面ライダー剣（2004年、テレビ朝日） - 金満里子 役
- ホシに願いを（2004年、NHK総合）
- 火曜サスペンス劇場 十七年目の秘密 定時制教師・石本歩（2004年、日本テレビ） - 笹岡絹子 役
- ケータイ刑事 銭形泪（2004年、BS-TBS）
- 月曜ミステリー劇場 おばさん会長・紫の犯罪清掃日記!ゴミは殺しを知っている（2004年、TBS） - 弥生 役
- X'smap〜虎とライオンと五人の男〜（2004年、フジテレビ）
- 夏目家の食卓（2005年、TBS）
- 水曜ミステリー9 多摩南署たたき上げ刑事近松丙吉(6) 四人の目撃者（2005年、テレビ東京/BSジャパン）
- 土曜ワイド劇場 警視庁捜査一課 強行犯七係（2005年、テレビ朝日）
- 月曜ミステリー劇場 弁護士二重丸承子・赤い不在証明」（2005年、TBS） - 高梨みず江 役
- 名探偵赤冨士鷹（2005年） - 真鍋辰子 役
- 轟轟戦隊ボウケンジャー 第9、10、33話（2006年、テレビ朝日） - 唐物屋和子 役
- 日曜劇場 誰よりもママを愛す（2006年、TBS）
- 水曜ドラマ CAとお呼びっ!（2006年、日本テレビ）
- 土曜プレミアム 東京タワー 〜オカンとボクと、時々、オトン〜（2006年、フジテレビ）
- 新春ワイド時代劇 忠臣蔵 瑤泉院の陰謀（2007年、テレビ東京） - 滝岡 役
- 水曜ミステリー9
  - 銀座クラブママ 青山みゆき2, 3（2007年・2008年、テレビ東京） - 昌子 役
  - 港町人情ナース（2007年、テレビ東京）
  - 監察医・篠宮葉月 死体は語る8（2007年、テレビ東京）
- くうねるところすむところ〜恋するニッカボッカ・ガール〜（2007年、フジテレビ） -  藤枝時江　役
- 鬼平犯科帳スペシャル 引き込み女（2007年、フジテレビ） - お民 役
- 非婚同盟（2009年、東海テレビ） - 飯野テル 役
- 土曜ワイド劇場 温泉 (秘) 大作戦7（2009年、朝日放送） - 西園寺奈美 役
- 月曜ゴールデン（TBS）
  - 税務調査官・窓際太郎の事件簿18（2009年4月20日） - 婦人警察官 役
  - 世直し公務員 ザ・公証人9（2011年3月14日 - 6月13日） - 平山聡子 役
  - 松本清張没後20年スペシャル・寒流（2013年1月14日） - 家政婦・たえ 役
  - 浅見光彦シリーズ33（2013年9月16日） - 美津子 役
  - 新 法廷荒らし 猪狩文助〜終の棲家〜（2015年3月16日） - 有川光代 役
- 臨場（2009年4月 - 6月、テレビ朝日） - 矢野間文 役
- 水曜ミステリー9 芸者小春姐さん奮闘記6」（2009年7月8日、テレビ東京） - 米子 役
- 土曜時代劇 オトコマエ!2（2009年、NHK総合） - 長谷川いね 役
- 新春ワイド時代劇 戦国疾風伝 二人の軍師 秀吉に天下を獲らせた男たち（2011年1月2日、テレビ東京） - 信乃 役
- マドンナ・ヴェルデ〜娘のために産むこと〜（2011年4月、NHK総合） - 盛田克子 役
- 土曜ワイド劇場 司法教官・穂高美子（2011年9月3日、テレビ朝日） - 菅野利江 役
- 木曜ドラマ9 ランナウェイ〜愛する君のために 第2話（2011年11月3日、TBS） - 容子 役
- 牙狼＜GARO＞〜MAKAISENKI〜 第6話（2011年11月10日、テレビ東京） - 庄内直恵 役
- 水戸黄門 第43部 第18話「上様、長屋で叱られる -江戸-」（2011年11月21日、TBS / C.A.L） - お勝 役
- 理想の息子 第1話（2012年1月14日、TBS）
- MBS開局60周年記念新春ドラマ特別企画 花嫁の父（2012年1月8日、毎日放送） - 田中郁子 役
- じいちゃんのわさび（2012年1月13日、NHK松江放送局） - 大庭久子 役
- 孤独のグルメ Season2 第10話（2012年12月12日、テレビ東京） - 茶髪母 役
- いつか陽のあたる場所で（2013年1月8日 - 3月12日、NHK） - 大石セツ 役
- 金曜プレステージ ヤバい検事 矢場健〜ヤバケンの暴走捜査〜2（2013年1月25日、フジテレビ） - 主婦 役
- 金曜プレミアム 新・奇跡の動物園 旭山動物園物語2015〜命のバトン〜（2015年4月10日、フジテレビ）
- イマジカBS開局20周年記念ドラマ いつも まぢかに（2015年10月1日、イマジカBS） - 早瀬こず枝 役
- 白鳥麗子でございます!（2016年、メ〜テレ） - すず婆 役
- 金曜ドラマ 神の舌を持つ男 第4話（2016年7月29日、TBS） - 波外ノ湯・仲居 役
- 冬芽の人（2017年4月5日、テレビ東京） - 高井梅子 役
- ドクターX〜外科医・大門未知子〜 第5シリーズ第6話（2017年11月16日、テレビ朝日） - 六浦敦子 役
- 命売ります 第9話（2018年3月17日、BSジャパン） - 小沢澄江 役
- ぬけまいる〜女三人伊勢参り 第3話（2018年11月17日、NHK） - 女中・よし 役
- 金曜8時のドラマ 釣りバカ日誌 新米社員 浜崎伝助 〜瀬戸内海で大漁! 結婚式大パニック編〜（2019年1月4日、テレビ東京） - 瀬尾トメ 役
- 水曜ドラマ 家売るオンナの逆襲 第9話（2019年3月6日、日本テレビ） - 馬場静江 役
- 日曜劇場 集団左遷!! 第2話（2019年4月28日、TBS） - 三浦の地主のおばあさん 役
- 金曜ドラマ 4分間のマリーゴールド 第2話（2019年10月18日、TBS） - 日村和江 役
- 贋作 男はつらいよ 第1話（2020年1月5日、NHK BSプレミアム）
- 田園ボーイズ（2020年1月8日 - 2月12日、テレビ神奈川） - おトヨ 役
- 日曜プライム おかしな刑事 京都スペシャル（2020年1月19日、テレビ朝日） - 姉小路和子 役
  - おかしな刑事 京都スペシャル2（2020年9月20日）
- 土曜ドラマ 三浦部長、本日付けで女性になります。（2020年3月21日、NHK総合） - 三浦季実子 役
- ドラマ10 ディア・ペイシェント 第7回（2020年8月28日、NHK総合） - 遠山秋絵 役
- イチケイのカラス 第2話（2021年4月12日、フジテレビ） - 深瀬弘子 役
- 無用庵隠居修行5（2021年9月21日、BS朝日） - おりく 役
- ドラマ24 生きるとか死ぬとか父親とか 第2話（2021年4月17日、テレビ東京） - バーバ 役
- よるドラ 阿佐ヶ谷姉妹ののほほんふたり暮らし（2021年11月8日 - 12月20日、NHK総合） - 渡辺栄子（江里子の母） 役
- 正直不動産 第6話（2022年5月10日、NHK） - 衛藤明子 役
- オクトー 〜感情捜査官 心野朱梨〜 第4話（2022年7月28日、日本テレビ） - 葛木花恵 役
- 初恋の悪魔 第3話（2022年7月30日、日本テレビ） - 下田絹子 役
- ブラッシュアップライフ（2023年1月8日 - 3月12日、日本テレビ） - 原田サチ 役
- ソロ活女子のススメ3 第7話（2023年5月18日、テレビ東京） - 銭湯カフェの客 役
- お別れホスピタル（2024年2月3日 - 2月24日、NHK総合） - 太田玲子 役[3]
- 錦糸町パラダイス〜渋谷から一本〜（2024年7月13日 - 9月28日、テレビ東京） - まっさんの母 役[4]
- 家政夫のミタゾノ 第7シーズン 第1話（2025年1月14日、テレビ朝日） - 田中和代 役[5]
- ホットスポット 第8話（2025年3月2日、日本テレビ） - 高橋弘子（老年期） 役[6]

### 映画
- 下落合焼とりムービー（1979年） - 総長の情婦・康子 役
- 家族ゲーム（1983年） - 茂之の英語担任 役
- スタア（1986年） - 政子 役
- さらば愛しき人よ（1987年） - クラブのママ桜子 役
- 善人の条件（1989年） - 仲居 役
- 幕末純情伝（1991年） - お登勢 役
- ザ・中学教師（1992年） - 今日子の母 役
- スペインからの手紙（1993年）
- 男はつらいよ 寅次郎の縁談（1993年）
- みんな〜やってるか!（1994年） - サラリーマンの妻 役
- 学校II（1996年）
- 虹をつかむ男（1997年） - 薬屋のおかみ・鏡子 役
- 学校III（1998年） - 団地の主婦 役
- PARTY7（2000年） - 坂上のオバちゃん 役
- ターン TURN（2001年） - 高峰の奥さん 役
- 劇場版 仮面ライダー剣 MISSING ACE（2004年） - 金満里子 役
- 1リットルの涙（2004年） - パン屋のハル 役
- 神の左手 悪魔の右手（2006年） - 清美 役
- 歌謡曲だよ、人生は（2007年） - 佐藤梅子 役
- 真木栗ノ穴（2007年） - 飯田時子 役
- 山のあなた〜徳市の恋〜（2008年）
- ゴースト もういちど抱きしめたい（2010年）
- はやぶさ/HAYABUSA（2011年） - スーパーの店員 役
- DOG×POLICE 純白の絆（2011年）
- 渾身 KON-SHIN（2013年） - 佐々木好子 役
- ばしゃ馬さんとビッグマウス（2013年、監督：吉田恵輔）
- おかあさんの木（2015年） - 村山ヨネ 役
- マンゴーと赤い車椅子（2015年） - 野田幸子 役
- ベトナムの風に吹かれて（2015年） - 佐生幸子 役[7]
- ボクは坊さん。（2015年） - 白方宣子 役
- 白鳥麗子でございます! THE MOVIE（2016年） - すず婆 役
- あの日のオルガン（2019年） - 近藤梅子 役
- いのちの停車場（2021年） - 並木シズ 役
- 太陽とボレロ（2022年） - 遠山典子 役
- 窓辺にて（2022年11月4日、東京テアトル） - 三輪ハル 役[8]
- おとななじみ（2023年5月12日） - トメ 役[9]
- バカ塗りの娘（2023年9月1日）
- さよなら ほやマン（2023年11月3日、ロングライド・シグロ）[10]
- PERFECT DAYS（2023年12月22日、ビターズ・エンド） - 駐車場係員 役[11]

### 舞台
- 表裏源内蛙合戦（1970年）
- ノーセックスプリーズ
- 日本人のへそ
- 花よりタンゴ
- 十二夜
- ボーインク・ボーイング
- 恋の最終便
- マグノリアたちの朝
- いちどだけ、純情物語（1986年・1987年）
- おんなたち疾走れ!（1987年）
- 夢の続きによろしく（1988年）
- レ・ミゼラブル（1989年・1990年）
- 男と女の肖像（1990年）
- ダブルアルバム（1992年・1994年・2011年）
- トップガールズ（1992年）
- おかしな二人（1993年）
- 合縁奇縁くされ縁（1994年）
- ブラック・コメディ（1994年）
- マンザナ、わが町（1995年・1998年）
- 流水橋（1995年）
- レッツゴー浪曲! 〜晴れた日は歌いたい〜（1997年）
- アパッチ砦の攻防（1998年）
- お気に召すまま（1999年）
- ホトトギス（1999年）
- ハウ・トゥー・サクシード（2000年）
- 赤ひげ（2000年）
- コミックポテンシャル（2001年）
- 昨日 今日 明日 〜ああ結婚〜（2001年・2003年）
- 彦馬がゆく（2002年）
- 検察側の証人（2002年・2010年）
- 謎の下宿人（2002年・2003年）
- 奇跡の人（2002年・2003年）
- 片づけたい女たち（2004年・2005年・2013年・2014年）
- ピッピ（2004年）
- プロデューサーズ（2005年・2008年） - ホールドミー・タッチミー 役
- 妻をめとらば（2006年）
- 八百屋のお告げ（2006年・2012年・2016年）
- ハイスクール・ミュージカル（2007年）
- 妻をめとらば〜晶子と鉄幹〜（2007年）
- 元禄めおと合戦（2008年）
- 枕草子が好き（2008年）
- 夜叉ヶ池（2008年）
- エル・スール（2009年・2011年）
- 高橋さんの作り方（2010年）
- 小林幸子特別公演 かあちゃん（2011年)
- 家、世の果ての（2011年)
- ロング・ロスト・フレンド（2011年)
- ワルツ（2012年）
- 芝浜 石川さゆり特別公演（2013年・2014年）
- 蜜柑とユウウツ 〜茨木のり子異聞〜（2015年・2018年）
- 三匹のおっさん（2015年）
- 月・こうこう、風・そうそう（2016年）
- 怪談 牡丹燈籠（2017年）
- らぶゆ（2019年）
- 五木ひろし特別公演 坂本冬美特別出演 第1部 沓掛時次郎（2020年）
- マミィ!（2021年）
- 本日も休診（2021年）
- たわごと（2023年）[12]
- また本日も休診〜山医者のうた〜（2025年公演予定）[13]

### テレビアニメ
1972年
- 樫の木モック（人形、子供）
- 国松さまのお通りだい（女生徒）
- ムーミン（ビフス〈52話のみ〉）

1973年
- キューティーハニー
- ジャングル黒べえ
- ど根性ガエル
- ドラえもん（日本テレビ版）

1974年
- 空手バカ一代
- 小さなバイキングビッケ（チッチ）
- てんとう虫の歌（金二郎、カア子）
- となりのたまげ太くん（たまげ太）
- はじめ人間ギャートルズ（1974年 - 1976年）

1975年
- ガンバの冒険（ピョン、順太）
- 草原の少女ローラ（キャリー）
- フランダースの犬（女の子）
- 勇者ライディーン（1975年 - 1976年、ポン太、アッちゃん）
- ラ・セーヌの星（ルイ・シャルル）

1976年
- 母をたずねて三千里（ルチア）
- UFO戦士ダイアポロン（マコ）
- まんが 花の係長
- リトル・ルルとちっちゃい仲間（イギー）

1977年
- あしたへアタック!（関谷君子）
- 一発貫太くん（子供アナウンサー、アナウンサー）
- 新・巨人の星
- ドカベン（女生徒A）
- ブロッカー軍団IVマシーンブラスター（ボブ）
- まんが偉人物語
- ヤッターマン（ホーチカ、ナッシーの子供）

1978年
- はいからさんが通る（プリマドンナ）
- ペリーヌ物語（ミレーナ）
- ルパン三世 (TV第2シリーズ)

1979年
- ベルサイユのばら（1979年 - 1980年）
- 巴里のイザベル（ジュネビェーブ・ロスタン）
- 未来ロボ ダルタニアス（圭太）

1980年
- トム・ソーヤーの冒険（ロザリン）
- ニルスのふしぎな旅（1980年 - 1981年、スィリー）

1981年
- おはよう!スパンク（トラ吉）
- じゃりン子チエ（花井朝子）
- まいっちんぐマチコ先生（1981年 - 1983年、愛知教頭）

1982年
- 一ッ星家のウルトラ婆さん（一ッ星トラ）
- うる星やつら

2012年
- ふるさと再生 日本の昔ばなし（語り手）

2017年
- ふるさとめぐり 日本の昔ばなし（語り手）

### 劇場アニメ
- パンダコパンダ（1973年、カヨ[19]）
- パンダコパンダ 雨ふりサーカスの巻（1973年、カヨ[20]）
- 新・巨人の星（1977年）
- がんばれ!!タブチくん!!（1979年）
- 北極のムーシカミーシカ（1979年、マーシカ）
- 世界名作童話 白鳥の湖（1981年、ハンス）
- 象のいない動物園（1982年、ミヨ）

### 吹き替え

#### 洋画
- アメリカン・グラフィティ（デビー・ダンハム〈キャンディ・クラーク〉）※テレビ朝日版
- 恐竜の島（リサ・クレイトン〈スーザン・ペンハリゴン〉）
- スーパーマンIII/電子の要塞（ローレライ：パメラ・スティーヴンソン）
- エリックの青春
- ダーティハリー2（売春婦：マーガレット・エイヴリー）※フジテレビ版
- 小さな目撃者（ピッパ：スーザン・ジョージ）
- 白熱（ルー：ジェニファー・ビリングスリー）
- フィールド・オブ・ドリームス（アニー・キンセラ：エイミー・マディガン）
- フクロウと子猫ちゃん（ドリス：バーブラ・ストライサンド）
- ボギー!俺も男だ
- ロッキーシリーズ（エイドリアン：タリア・シャイア）※TBS版（DVD収録）
  - ロッキー
  - ロッキー2
  - ロッキー3
  - ロッキー4/炎の友情
  - ロッキー5/最後のドラマ ※唯一の日本テレビ版（ソフト収録）
- ローヤル・フラッシュ（イルマ：ブリット・エクランド）

#### 海外ドラマ
- アメリカン・ヒーロー
- がんばれベアーズ（オギルビー)
- 刑事コロンボ さらば提督（リサ・キング：スーザン・フォスター）
- こちらブルームーン探偵社（アグネス・トピスト：アリス・ビーズリー）
- 地上最強の美女バイオニック・ジェミー シーズン2 #10、#11、シーズン3 #22
- 空飛ぶモンティ・パイソン（キャロル・クリーヴランド）
- 弁護士ペトロチェリー（マギー・ペトロチェリー：スーザン・ハワード）

#### 海外アニメ
- スヌーピーとチャーリーブラウン（フリーダー、ロレッタ）
- トイ・ストーリーシリーズ（ミセス・ポテトヘッド〈2代目〉）
  - トイ・ストーリー3
  - ハワイアン・バケーション
  - ニセものバズがやって来た
  - レックスはお風呂の王様
  - トイ・ストーリー4[21]
- 101匹わんちゃん（パディータ）

### 特撮
- 仮面ライダーX（メドウサの声）
- チビラくん（春野花子の声）
- 冒険ロックバット（ロックバットの声[23]）

### ナレーション
- 世界ふれあい街歩き（NHK）
- ウソでしょ!?ヒストリー 「今」から「昔」がわかる偉人伝〜戦国武将スクープ砲〜（テレビ東京）

### ラジオ
- ラジオドラマ版『マカロニほうれん荘』（1978年：TBSラジオ） - 姫野かおり
- 真夏の夜の偉人たち：女優・松金よね子が語る「ザ・ローリング・ストーンズ」（2007年8月6日、NHK-FM）
- FMシアター：一万とふたつのため息 （2011年8月20日、NHK-FM）
- FMシアター：東の国よ!（2013年9月21日・9月28日、NHK-FM）
- FMシアター：静かな生活（2015年8月1日、NHK-FM）
- くにまるジャパン 極（2017年5月18日、文化放送） - 「極シアター」ゲスト
- FMシアター：丘の上の幸福（2018年4月7日、NHK-FM）
- 青春アドベンチャー：<あの絵>のまえで（2020年12月24日、NHK-FM）

### バラエティ
- のってシーベンチャー（1980年4月 - 6月）
- 大進撃!おもしろ組（1980年10月4日 - 1981年3月28日）
- オレたちひょうきん族  ※「ひょうきんベストテン」で松田聖子の物真似を演ずる。コントでNGを出してひょうきん懺悔室に出た経験もあり。
- もんもんドラエティ 第22回 「超能力魔女・ふたりで愛の奇跡を」（1982年4月9日）
- 森田一義アワー 笑っていいとも!（1982年10月 - 1984年9月）※木曜日レギュラー
- 三枝のドバーッとファイト!!（1983年6月3日放送分）
- 今夜は最高!
- ライオンのいただきます
- クイズとっても偉人伝（1986年）
- 11PM（1986年）水曜パーソナリティ
- クイズ世界はSHOW by ショーバイ!!（1988年）※第1回のナレーション
- 山田邦子の旅くらぶ（1990年）※リポーター
- 忌野清志郎アワー（1992年10月3日）※秋元康が企画した忌野清志郎特別番組。堤幸彦が手掛けた番組内のドラマに清志郎の愛人役で出演
- コメディーお江戸でござる（1996年）※準レギュラーとして出演
- WALKING EYES アルクメデス（2010年）
- クイズところ変れば!?
- 開運!なんでも鑑定団（2019年4月23日）

### CM
- コイケヤ「ポテトチップス」（2008年 - ）
- 「ミネラル麦茶」
- はくばく「おいしい大麦研究所」（2018年）

### 配信ドラマ
- 夢で見たあの子のために（2023年8月29日 - 、Lemino） - 中條悦子 役[24]

### レコード
- わたしは歌う（スイリーのテーマ） - テレビアニメ『ニルスのふしぎな旅』挿入歌
作詞：奈良橋陽子・山川啓介、作曲：タケカワユキヒデ、編曲：チト河内
アルバム『ニルスのふしぎな旅 〜たのしいうたと音楽集〜』（1980年2月、ビクター音楽産業 JBX-2002）に収録

- 赤いネコタイトラ吉さん（1981年9月、ビクター音楽産業 KV-2043） - テレビアニメ『おはようスパンク』挿入歌、シングル「スパンクの百面相」B面
作詞：東京ムービー新社文芸部・荒木とよひさ、作曲・編曲：馬飼野康二

- おばあチャンバ/ウルトラがサバドゥビヤ（1982年10月、バップ 10059-07） - テレビアニメ『一ッ星家のウルトラ婆さん』主題歌 / エンディング曲
共に作詞：高平哲郎、作曲：沢田研二、編曲：後藤次利

- 眠れないなら－アニマルララバイ－（松金よね子・飯塚雅弓）/燃えよもやしっ子（1982年11月、バップ 10066-07） - テレビアニメ『一ッ星家のウルトラ婆さん』挿入歌
共に作詞：高平哲郎、作曲：沢田研二、編曲：大野克夫

### その他コンテンツ
- トイボックスプレイハウス（ミセス・ポテトヘッド）